# 庄司中
 庄司 中（しょうじ あたる、1926年7月10日 - ）は、日本の政治家。日本社会党の元参議院議員（1期）。

## 来歴
千葉県安房郡出身。東京物理学校（現東京理科大学）中退。全国労働組合連絡協議会に入り、日本鋼管鶴見製鉄所（現JFEスチール東日本製鉄所京浜地区）労働組合で活動する。1968年に総評に入り、組織部長、労働対策部長、国民生活部長を歴任する。1989年の第15回参議院議員通常選挙で比例区に日本社会党から立候補して当選。1期務めた。1995年の第17回参議院議員通常選挙には出馬せず引退した。1996年勲三等旭日中綬章受章。

## 脚註
1. ↑  「96秋の叙勲受章者　勳三等」『読売新聞』1996年11月3日朝刊